# سیارک ۲۷۹۴۹
سیارک ۲۷۹۴۹ (به انگلیسی: 27949 Jonasz، نامگذاری:1997NU4) بیست و هفت هزار و نهصد و چهل و نهمین سیارک کشف شده‌است که در ۸ ژوئیه ۱۹۹۷ کشف شد.